# Universidad de Washington (Tren Ligero de Seattle)
La Universidad de Washington es una estación subterránea ubicado en el barrio de U District de la línea Central Link del Tren Ligero de Seattle. La estación es administrada por Sound Transit. La estación se encuentra localizada en Seattle, Washington. La estación de Universidad de Washington fue inaugurada el 19 de marzo de 2016.

## Descripción
La estación Universidad de Washington cuenta con 1 plataforma central.

## Conexiones
La estación es abastecida por las siguientes conexiones: 
- King County Metro Transit.